# Cerkev Madonna di San Biagio, Montepulciano
Cerkev Madonna di San Biagio, ki stoji približno kilometer jugozahodno pod mestnimi utrdbami Montepulciano, je ena najbolj impresivnih centralnih stavb toskanske renesanse. Leži na prostem na koncu drevoreda cipres in je služila kot romarska cerkev.

## Zgodovina
Cerkev, ki je bila zgrajena med letoma 1518 in 1540, primer centralnega tlorisa renesančnega grškega križa, je zasnoval Antonio da Sangallo starejši, ki ga je navdihnila bazilika Santa Maria delle Carceri v Pratu, ki jo je pred tem zasnoval njegov brat Giuliano da Sangallo. Isti načrt, povzet po delih Filipa Brunelleschija, sta Bramante in Michelangelo uporabila za prvotno zasnovo bazilike svetega Petra, pa tudi za  cerkev Santa Maria della Consolazione v Todiju z negotovim očetovstvom.
Poznorenesančna stavba je bila zgrajena na mestu že obstoječe paleokrščanske pieve, posvečene sv. Mariji in nato sv. Blažu. V začetku 16. stoletja so od pieve obstajali le ostanki, vključno s steno s fresko Marija z otrokom in sv. Frančišek. Projekt je podprl papež Leon X., ki je študiral pri Angelu Polizianu, doma iz Montepulciana.
Gradnja je trajala do leta 1580, po Sangallovi smrti pa so jo vodili drugi nadzorniki.

## Opis

### Zunanjost
Cerkev San Biagio je zgrajena na tlorisu grškega križa, križ pa je zasnovan s kupolo. Edini okraski so dorski pilastri. Vhodna portala kronajo masivni trikotni zatrepi. V zgornjem nadstropju se ti elementi ponavljajo v jonskem redu. Zgoraj so trikotni zatrepi na vseh štirih krakih križa, vsak s preprostim očesom na sredini. Za italijansko renesanso na začetku 16. stoletja je bilo novo, da se na tleh neposredno pod kupolo, v tako imenovanem tamburu, izmenjujejo pilastri in niše, kot je predlagal Bramante za baziliko svetega Petra; ta motiv se ponovi tudi v notranjosti.
Med križnimi kraki so bili predvideni bodisi štirje bodisi - po drugih podatkih - samo dva stolpa, od katerih je dokončan le zahodni na severu, vzhodni pa se je šele začel. V dokončanem štirinadstropnem stolpu je v pilastrih natančno upoštevan antični red - dorski, jonski, korintski in kompozitni. Le na jugu je bila v centralnem prostoru postavljena apsida, ki je služila kot zakristija. Sama stavba je reducirana na preproste geometrijske oblike - kocke, valje in poloble - s starinskimi delilnimi elementi. Cerkev Madonna di San Biagio je dober primer centralne stavbe iz visoke renesanse.

### Notranjost
Stene so strukturirane le z ravnimi pilastri. Tovrstna zgradba in položaj cerkve, ki je na vse strani prost, ustreza idealu časa za cerkveno stavbo, saj bi jo običajno lahko uresničili le v manjših stavbah znotraj mest.
Glavna razlika med zunanjostjo in notranjostjo je jasna smer, ki jo cerkvi dajeta štrleča apsida in samostojni fasadni stolp, notranjost pa je čisti centralni prostor. Notranjost ima skoraj kvadratni tloris, ki je razširjen le s štirimi kratkimi prečnimi kraki. Apsida, ki štrli od zunaj, je na notranji strani 'odščipnjena', tako da se ustvari vtis enotnega centralnega območja.
Pogled v kupolo kaže, da je tamburalno dno znotraj oblikovano na enak način kot zunaj, kar kaže na razmerje med cerkveno arhitekturo in okrasnimi oblikami klasične antične arhitekture.
V tej notranjosti, tako kot redko kje drugje, lahko dobite vtis, kako so izgledale antične rimske bazilike. Osnovna zgradba cerkve kot centralne stavbe prihaja iz Firenc, vendar je notranja višina za tisti čas nova, a zgodovinsko zelo stara. Brata Sangallo sta pred prvimi leti 16. stoletja natančno narisala antično baziliko Aemilia v Rimu, ki je bila porušena. »Antonio od nje ni prevzel le najvidnejše slogovne značilnosti, in sicer povezave [...] pilastra in vdelanega stebra v vseh vogalih, temveč tudi oblikovanje posameznih elementov samih«, kot os rozete v kapitelih, dorski friz in zaključke v pasnih obokih. Par pilastrov in stebrov najdemo tudi v vseh nadstropjih zvonika.
Na desni pevski empori so orgle iz leta 1781, ki jih je zgradil orglar Alamanno Contucci. Orgle so v lesenem ohišju, ki je v marmornatem videzu razkošno poslikano. Popolnoma mehanski instrument s 16 registri na manualu z obsegom 47 not s kratko prvo oktavo in pedalom z 8 notami.